# 成重光真
成重 光真（光眞、なりしげ みつま、1898年（明治31年）9月23日 - 1980年（昭和55年）10月4日）は、大正から昭和期の鉄道技術者、労働運動家、実業家、政治家。衆議院議員、小倉市会議長。

## 経歴
大分県西国東郡、のちの真玉村（真玉町を経て現豊後高田市）で、代々庄屋を務めた成重家に生まれる。実家が破産し一家で小倉市に移った。1918年（大正7年）小倉工業学校（現福岡県立小倉工業高等学校）機械科を卒業した。
大連に渡り、大連機械、山東鉄道（膠済線）で勤務し、同鉄道従業員組合長を務め、1923年（大正12年）山東鉄道が中国に還付され帰国した。鉄道省門司鉄道局技手に任官し小倉工場に配属された。現業委員会小倉支部長に3期在任。1932年（昭和7年）現職のまま小倉市会議員に当選して4期在任し、同副議長、同議長も務めた。また福岡県会議員にも選出され2期在任した。
1939年（昭和14年）小倉工場鍛冶職場長で鉄道省を退職。鉄道省、西日本鉄道の車輛下請会社・九州車輛を設立して取締役社長に就任。その他、九州合同製器専務取締役、小倉東映会館取締役なども務めた。
1947年（昭和22年）4月、第23回衆議院議員総選挙で福岡県第4区から、日本社会党公認で出馬して当選し、衆議院議員に1期在任した。社会党小倉支部長を務めたが、社会党を離党し社会革新党の設立に参画した。
1955年（昭和30年）小倉市長選挙に立候補したが林信雄に敗れた。同年8月、九州車輛会長を退任し、日本電機鉄工を設立して社長に就任した。

## 国政選挙歴
- 第23回衆議院議員総選挙（福岡県第4区、1947年4月、日本社会党公認）当選[4]
- 第24回衆議院議員総選挙（福岡県第4区、1949年1月、諸派）落選[5]
- 第25回衆議院議員総選挙（福岡県第4区、1952年10月、協同党）落選[6]

## 著作
- 『市会の裏面相 : 小倉市未曽有の難問題青果市場と白崎デパートの真相』オトバ印刷出版部、1936年。